# Дислокація військ

Дислокація баз Північного флоту ВМФ Росії.

Дислокація — розташування чи розміщення (розквартировування) збройних сил, головним чином в мирний час та на державній території, які можуть включати: частини, з'єднання (бригада, дивізія, корпус), військові установи сухопутних військ у відведених для них місцях на території країни і за її межами (у населених пунктах, спеціальних військових городках, таборах); розподіл частин, з'єднань ВПС по аеродромах базування (авіаційних базах), кораблів ВМФ по портах і військово-морських базах. 
Також дислокацією може називатись розташування військ протиборчих сторін перед великими битвами.

## Національний інтерес
При дислокації військ беруть до уваги необхідність забезпечення збройними силами захисту інтересів своєї країни на випадок війни. 

## Державна таємниця
Згідно з законодавством України, відомості про дислокацію військ у мирний час становлять державну таємницю, включаючи розташування органів військового управління, з'єднань, військових частин, військових навчальних закладів, установ та організацій у відведених (визначених) для них місцях (спеціальних військових містечках, таборах, населених пунктах тощо).

## Передислокація
Передислокація - це зміна розташування збройних сил або їх повернення із зони бойових дій до місця їх попередньої дислокації (тобто там, де вони були розміщені до розгортання військ).